# TVN 595
TVN 595 est une émission de télévision française figurant une chaine de télévision fictive créée par le groupe d'humoristes Les Nuls, et diffusée à l'occasion d'une soirée spéciale le samedi 26 novembre 1988[réf. souhaitée] sur la chaine Canal+.

## Synopsis
Les Nuls étaient sur Canal+ dans l'émission Nulle part ailleurs avec leur JTN. Fatigués de cette année, ils décident de prendre une année sabbatique, mais devront livrer tout de même trois projets tout au long de l'année. Ils n'en délivreront que deux : La nuit la plus Nuls et TVN 595, une chaine fictive.

## Programmes de la chaine
- 7h58 : Début des programmes.
- Speakerine
- 8h00 : C’est déjà le matin (magazine)
- Publicité : BNB
- Bientôt sur votre téléviseur : Les chemins du désespoir (bande annonce)
- 9h00 : Matin chose (suite)
- Speakerine
- 9h45 : Youpi! Les babous! (dessins animés)
- Publicité : Les nouveaux maîtres de l'univers
- Bientôt sur votre téléviseur : La roue magique
- 10h05 : Youpi! Les babous! (suite)
- Speakerine
- 10h20 : Les chemins du désespoir (série brésilienne)
- Publicité : Carte jeunes cons
- Bientôt sur votre téléviseur : La France aux chansons
- 11h00 : Clip : Qu’est-ce que tu vends pour les vacances ?
- 11h30 : La roue magique (jeu)
- 12h00 : Le midi pile (journal de la mi-journée)
- 12h05 : La roue magique (suite)
- Speakerine
- Publicité : Ceinture attachée, Conducteur protégé. La prévention routière.
- Bientôt sur votre téléviseur : Brad Murdock
- 14h30 : La Chance aux Français, La France aux Chansons (divertissement)
- Publicité : Just a little bit of luck, Just a little bit of sun. South Africa : Come and share
- Bientôt dans votre téléviseur : La grange et la paille
- 16h30 : Brad Murdock (série américaine)
- Speakerine
- 18h15 : Clip : Musique d’ascenseur
- Publicité : Ta vie, choisis la + Jean Meyrand à Bercy en Brie
- 18h45 : Les nouvelles (informations)
- Speakerine
- Publicité : Pacifik
- Speakerine
- Bientôt sur votre téléviseur : Le golf du plaisir
- Speakerine
- Publicité : Abiel
- Speakerine
- 20h00 : La grand messe du vingt heures (journal du soir)
- 20h15 : La météorologie (météo)
- Publicité : Aflatulan Express
- 20h20 : Le tirage du bouloto (tirage du loto)
- Speakerine
- 20h30 : La grange et la paille (téléfilm)
- Publicité : Si vous n'avez pas besoin d'eux, eux ont besoin de vous. Alors votez
- 22h15 : Télé Télés (magazine)
- Speakerine
- Publicité : 1789-1989 : Bicentenaire de la résolution
- Bande-annonce : Good morning, Vatican !
- 23h30 : Le pigeon de Somalie (documentaire animalier)
- Speakerine
- 00h00 : Un suppo et au lit" (musique)
- Speakerine
- 00h01 : Fin des programmes.

## Commentaires
- Toutes les speakerines se font tuer à la fin de leur apparition, comme dans le sketch Les chemins du désespoir où la fille vient d'avoir son poste de speakerine et se fait tuer, ainsi que dans La roue magique : la speakerine se fait tuer à la fin par la roue.
- Le sketch La Grange et la paille, qui dure 10 minutes, a été entièrement écrit par Bruno Carette. À sa mort, Les Nuls ont absolument voulu diffuser la séquence.
- Les Nuls ont repris dans des fausses pubs leurs personnages mythiques de Nulle part ailleurs, Misou-Mizou et Jean Meyrand.
- L'intégrale de l'émission est disponible dans Les Nuls : L'Intégrule 2, en bonus du 1er DVD.
- La musique d'annonce des publicités, où la pyramide noire émerge d'un liquide (parodie du jingle pub TF1 de l'époque), est tirée de la bande originale de Star Wars (The Little People Work), de John Williams.

## Produit dérivé

### DVD
- Les Nuls : L'Intégrule 2 - (décembre 2004)
- Les Nuls : L'Intégrule 2 Édition Collector - (décembre 2004)